# Redwood City
Redwood City ist eine Stadt im San Mateo County im US-Bundesstaat Kalifornien. Die Stadt hat 84.292 Einwohner (Stand: 2020) und ist Sitz der County-Verwaltung. Das Stadtgebiet hat eine Größe von 89,5 km². Die Stadt stellt eine principal city der Metropolitan Statistical Area San Francisco–Oakland–Fremont dar, die wiederum Teil der San Francisco Bay Area ist.

## Demografie

### Bevölkerungsentwicklung
| Jahr | Einwohner | %±      |
| ---- | --------- | ------- |
| 1870 | 727       | —       |
| 1880 | 1383      | 90,2 %  |
| 1890 | 1572      | 13,7 %  |
| 1900 | 1653      | 5,2 %   |
| 1910 | 2442      | 47,7 %  |
| 1920 | 4020      | 64,6 %  |
| 1930 | 8962      | 122,9 % |
| 1940 | 12453     | 39,0 %  |
| 1950 | 25544     | 105,1 % |
| 1960 | 46290     | 81,2 %  |
| 1970 | 55686     | 20,3 %  |
| 1980 | 54951     | −1,3 %  |
| 1990 | 66072     | 20,2 %  |
| 2000 | 75402     | 14,1 %  |
| 2010 | 76815     | 1,9 %   |
| 2020 | 84292     | 9,7 %   |

## Wirtschaft
Der Stadtteil Redwood Shores ist Firmensitz der Unternehmen Electronic Arts, sowie Equinix und bis Dezember 2020 von Oracle. 

## Städtepartnerschaften
- Colima, Mexiko
- Zhuhai, Volksrepublik China
- Annapolis, Vereinigte Staaten
- Aguililla, Mexiko

## Söhne und Töchter der Stadt
- Donald Harper (1932–2017), Trampolinturner und Wasserspringer
- Carol Ann Leigh (1933–2020), Blues- und Jazzsängerin
- Robert Sherman (1940–2004), Schauspieler und Theaterautor
- Chris Lebenzon (* 1953), Filmeditor
- Jeff Clark (* 1957), Big-Wave-Surfer
- Ron Kauk (* 1957), Kletterer
- Rex J. Walheim (* 1962), Astronaut
- Christopher Sullivan (* 1965), US-Fußballnationalspieler
- Chris Roberts (* 1968), Gamedesigner
- Chelsi Smith (1973–2018), Schönheitskönigin
- Cedric Bixler-Zavala (* 1974), Musiker
- Linda Cardellini (* 1975), Schauspielerin
- Jay Pecci (* 1976), Baseballspieler
- Mike Hedlund (* 1977), Autorennfahrer
- Paul Shirley (* 1977), Basketballspieler und Buchautor
- Samantha Reeves (* 1979), Tennisspielerin
- Sheléa (* 1980), Sängerin, Pianistin und Komponistin
- Greg Camarillo (* 1982), American-Football-Spieler
- Ross Malinger (* 1984), Schauspieler
- Sara Fulp-Allen (* 1985), Ringerin
- Julian Edelman (* 1986), American-Football-Spieler
- Steven Lugerner (* 1988), Jazz-Musiker, Komponist und Musikpädagoge
- Alex Black (* 1989), Schauspieler
- Davante Adams (* 1992), American-Football-Spieler
- Jenise Spiteri (* 1992), maltesische Snowboarderin
- Kolton Miller (* 1995), American-Football-Spieler
- Daniel Aguirre (* 1999), mexikanisch-amerikanischer Fußballspieler